# Магомедов, Тимур Гаджиевич
Тимур Гаджиевич Магомедов (род. 1980, Буйнакск, Дагестанская АССР) — российский спортсмен, специализируется по ушу, призёр чемпионата мира, чемпион Европы, трёхкратный чемпион России.

## Биография
Ушу-саньда начал заниматься в 1993 году. В сентябре 2001 года в Саратове одержал победу на чемпионате России и получил право выступить на чемпионате мира. На чемпионате мира в Ереване стал серебряным призёром.

## Спортивные достижения
- Чемпионат России по ушу 1999 — ;
- Чемпионат России по ушу 2000 — ;
- Чемпионат Европы по ушу 2000 — ;
- Чемпионат России по ушу 2001 — ;
- Чемпионат мира по ушу 2001 — ;
- Кубок мира по ушу 2001 — ;

## Личная жизнь
В 1997 году окончил школу в селе Кафыр-Кумух Буйнакского района. По национальности — кумык. Старший брат — Ибрагим, также специализируется по ушу.